# Urumee
L'Urumee (tamoul :  உறுமி மேளம்),  aussi nommé urumi, est un tambour utilisé, en particulier dans  le Tamil Nadu (tamoul : தமிழ் நாடு) et dans  le Kerala -കേരളം (kēraḷam)) des États de l'Inde du Sud.

## Facture
Urumee ressemble à un gros sablier constitué de deux coquilles creuses, taillées dans du Dalbergia sissoo un arbre de la famille des Fabacées, utilisé en utilisé par les ébénistes de l' Inde. Ces deux coquilles sont maintenues ensemble au moyen d'un cordage continu en forme de chevrons. Les orifices des deux têtes sont recouverts d'une peau de vache, parfois d'une peau de lézard. Les peaux sont tendues autour d'un mince arceau métallique perforé de sept à huit trous destinés à arrimer solidement les lacets, qui peuvent être pincés afin de modifier la hauteur de l'instrument.

## Utilisation
Il est admis que ce tambour possède des pouvoirs surnaturels et sacrés. Lorsque, joué dans des cérémonies religieuses et des processions, ses vibrations donnent des sonorités facteur de possessions et de transes. Les urumis sont le plus souvent exécutés dans deux types d'orchestres.
Les ensembles "Urumi Melam", associés exclusivement aux funérailles, aux danses dramatiques, ils se composent généralement d'un Nadaswaram à double anche, de deux tambours à deux têtes appelée pambaï et un à trois tambours urumis. Les ensembles « Naiyandi Melam », joués lors des cérémonies joyeuses (les mariages et les fêtes des récoltes) et dans les danses folkloriques. Ils se composent de deux nadaswaram à double anche, d'un ou deux thavils, d'un tamukku, d'un pambaï et d'un urumi . 
L'urumi est accroché à l'épaule du batteur par une lanière en tissu qui constitue un harnais. Les principaux sons modulés sur le tambour sont dits, ouvert, gémissant, courbé ou étouffé. Ils sont exécutés notamment dans les principales danses rythmées:
- Deverattam - Poikkal Kudirai (danse du cheval factice)
- Mayil Attam (danse du paon)
- Puli Attam (danse du tigre)
- Kavadi Attam (une danse de dévotion à Lord Murugan)